# Dakar (actor)
Dakar (nacido como Alejandro Barrera; 9 de julio de 1921-14 de septiembre de 2004) fue un actor y luchador profesional peruano.
Apareció en más de veinte películas desde 1964 hasta 1982. También se dedicó a la lucha libre profesional en Argentina, y peleó en el Luna Park contra Martín Karadagián. En 1973 Dakar participó en la película Titanes en el ring.

## Trayectoria
Es más conocido por trabajar como actor dos películas que se han convertido en películas de culto, Zombi 2 (1979) y Zombi holocaust (1980). También trabajó con Federico Fellini, interpretando un papel en Giulietta degli spiriti (1965), en Tre passi nel delirio (1967), en el episodio "Toby Dammit" y en Satyricon (1969).
Luchador y campeón mundial de lucha libre, luchó y perdió contra Primo Carnera. Llegó a Roma a luchar a principios de los sesenta y, por problemas en la rodilla, abandonó la lucha para dedicarse al cine guitarra.
Posteriormente, ejerció su carrera como luchador profesional en Argentina.

## Filmografía seleccionada
| Año  | Título                         | Rol       | Notas                                   |
| ---- | ------------------------------ | --------- | --------------------------------------- |
| 1964 | Pirates of Malaysia            | Kammamuri | Acreditado como Alejandro Barrera Dakar |
| 1964 | Gladiators Seven               | Jagull    |                                         |
| 1964 | Two Mafiosi Against Goldfinger | Molok     |                                         |
| 1966 | Last Man to Kill               | Also      | Acreditado como Ales Dakar              |
| 1967 | Mission Stardust               |           |                                         |
| 1979 | The Tigers of Mompracem        |           |                                         |
| 1979 | Zombi 2                        | Lucas     | No acreditado                           |
| 1980 | Zombi holocaust                | Molotto   |                                         |
| 1982 | Ator, the Fighting Eagle       |           |                                         |